# The Magnificent Brute
The Magnificent Brute ist ein US-amerikanischer Schwarzweißfilm aus dem Jahr 1936. Er wurde unter der Regie von John Blystone von Edmund Grainger und Charles R. Rogers bei Universal Pictures produziert. Die US-Premiere fand am 11. Oktober 1936 statt. Im deutschsprachigen Raum wurde der Film 1937 unter dem Namen Brutal in Österreich aufgeführt. Er ist auch unter dem Namen Scharf auf Blond bekannt.

## Handlung
Big Steve Andrews beginnt einen neuen Job im Aurora Stahlwerk. Er wohnt bei Blossom Finley und ihrem zehnjährigen Sohn Pete. Big verliebt sich in Della Lane, die Freundin seines Rivalen Bill Morgan. Blossom ist heimlich in Big verliebt und ist nicht erfreut darüber, dass Della Bill für Big verlässt. Big zieht aus Blossoms Pension aus, um näher am Stahlwerk und an Della zu wohnen. Als Big auf einem Rummel eine Sammlung für Mrs. Howard, die Witwe eines Stahlarbeiters, macht, kommen 400 Dollar zusammen. Morgan und Della überreden Big auf dem Rummel gegen einen Ringer anzutreten. Big bittet Della, die 400 Dollar auf ihn zu setzen. Diese gibt das Geld jedoch an Morgan, der es auf Bigs Gegner setzt. Big verliert den Kampf und Morgan macht sich mit seinem Gewinn davon.
Wegen einer Gehirnerschütterung kann sich Big nicht mehr erinnern, Della das Geld gegeben zu haben, und wird beschuldigt, es gestohlen zu haben. Della erweist sich als oberflächlich und kehrt zu Morgan zurück. Als Blossom erfährt, was passiert ist, gibt sie Big 400 Dollar von ihrem eigenen Geld und klärt ihn über den Betrug auf. Big erzwingt ein Geständnis von Morgan und kann so den auf ihm lastenden Vorwurf entkräften. Am Ende heiraten er und Blossom.

## Auszeichnungen
Albert S. D’Agostino und Jack Otterson waren bei der Oscarverleihung 1937 für The Magnificent Brute für einen Oscar in der Kategorie Bestes Szenenbild nominiert.